# Mouqdadiyah
Mouqdadiyah (en arabe : المقدادية) est une ville située en Irak au nord-est de Bagdad. Elle est située dans la province de Diyala. Elle aurait une population d'environ 300 000 habitants.